# Comuna Soneacine, Ohtîrka
Soneacine (în ucraineană Сонячне) este o comună în raionul Ohtîrka, regiunea Sumî, Ucraina, formată din satele Illicivka și Soneacine (reședința).

## Demografie
Componența lingvistică a comunei Soneacine
     Ucraineană (91,49%)
     Rusă (7,78%)
     Alte limbi (0,56%)
Conform recensământului din 2001, majoritatea populației comunei Soneacine era vorbitoare de ucraineană (91,49%), existând în minoritate și vorbitori de rusă (7,78%).